# Biopsia hepática
Una Biopsia hepática consiste en tomar una pequeña muestra de tejido hepático o invasor, que será evaluado histológicamente mediante microscopia y tinciones.

## Indicaciones para tomar una biopsia hepática
Patologías que pueden ser beneficiadas tanto en diagnóstico, estadificación, pronóstico o tratamiento son las siguientes:
- Hepatitis B y C
- Hepatitis autoinmune
- Colangitis esclerosante primaria
- Cirrosis biliar primaria
- Síndrome de superposición
- Esteatohepatitis alcohólica
- NASH/NAFLD (non-alcoholic steatohepatitis) (non-alcoholic fatty liver disease)
- Toxicidad iatrogénica
- Hemocromatosis
- Enfermedad de Wilson
- Deficiencia de alfa-1 antitripsina
- Falla hepática aguda
- Rechazo trasplante hepático
- Tumores:
- Carcinoma hepatocelular
- Adenoma hepático
- Metástasis

## Quién debería tomar una biopsia hepática
Existen dos categorías de especialistas que deberían tomar la biopsia hepática: gastroenterólogos/hepatólogos y radiólogos. Según la especialidad se define si la biopsia es tomada con o sin ultrasonido. En muchos países el examen ultrasonográfico es dirigido por radiólogos y clínicos, no obstante, quién tiene la potestad de realizar el examen yace más en cuestiones de qué especialista tiene la capacidad y si se le autoriza en la institución donde trabaja, no está restringida a ninguna especialidad.

## Contraindicaciones[4]

### Paciente que no coopera
Se puede solucionar con ansiolíticos o anestesia general. 

### Obstrucción biliar extrahepática
Se considera frecuentemente una contraindicación porque puede ser complicado por: dolor, peritonitis biliar, shock séptico y muerte. La indicación para tomar biopsia en estos pacientes es si el diagnóstico es incierto y el beneficio es mayor al riesgo. 

### Colangitis bacteriana
El riesgo de inducir una peritonitis y/o un shock séptico propone una firme contraindicación para el procedimiento, no obstante, tomar una biopsia cuando los conductos biliares están infectados permite la facilidad de tomar un cultivo y guiarnos en el tratamiento. La bacteremia posterior a una biopsia hepática percutánea es un fenómeno común y ocurre en el 14% de las biopsias. 

### Alteraciones hematológicas
Teorizan estudios que la probabilidad de sangrado de una biopsia hepática no está correlacionada a los valores obtenidos con parámetros coagulativos tomados de sangre periférica, porque el hígado es un gran productor de factores de la coagulación yacentes en su parénquima, sin embargo, estos parámetros son importantes, ya que durante el procedimiento el hígado no es lo único que puede ser perforado, como la piel, tejido subcutáneo y posiblemente otros órganos. 

### Tiempo de protrombina
No existe aun una correlación entre el tiempo de protrombina prolongado o un INR alto con el riesgo de sangrado. 

### Trombocitopenia
El valor específico de riesgo no está establecido, no obstante, se cree que un valor inferior a 100 000/mm³, la Clínica de Mayo da un valor de mínimo más de 50 000/mm³, revistas reconocidas del Reino Unido requieren al menos 80 0000/mm³.

### Ascitis
Se considera una contraindicación en múltiples textos debido a que el líquido aumenta la distancia entre la pared abdominal y el hígado, además de no poder controlar un sangrado y que perfunda dentro el peritoneo ascítico. La solución es hacer una paracentesis para poder drenar el líquido ascítico y posteriormente tomar la biopsia. 

### Lesiones quísticas
Estudios de imagenología pueden en muchos casos descartar lesiones normales de lesiones quísticas, quitando la biopsia como opción, además que los quistes tienen la probabilidad de contener ductos biliares, poniendo al paciente en riesgo de una peritonitis biliar. 

### Amiloidosis hepática
No existe suficientes estudios, pero se considera contraindicado debido a casos aislados de pacientes con amiloidosis hepática que fallecieron, no obstante, ante sospecha diagnóstica se tendrá que evaluar los beneficios y tomarle una biopsia al paciente. 

## Riesgos y Complicaciones[5]
Es un procedimiento seguro, posee una tasa de complicaciones muy baja y una mortalidad mínima. La hemorragia ocurre en 1.7% y de esos solo el 0.3-0.5% son graves. Normalmente quedan pequeños hematomas hepáticos que se reabsorberán con el tiempo. Rara vez se pueden dar complicaciones mortales, tales como:
- Sangrado torácico o abdominal
- Infección o la salida de bilis a la cavidad abdominal

La complicación más común es el dolor que con analgesia se resuelve fácilmente. Rara vez se puede generar dolor por lesión del nervio intercostal. 

## Preparación de un paciente para realizarse la biopsia[5]
- Cambios en la medicación:
  - Si toma antiagregantes plaquetarios se deberán suspender 7-10 días antes.
  - Si toma anticoagulantes se deberá suspender 3-5 días antes de la prueba, sustituyéndolo si es necesario por heparina y la misma se suspende su última dosis antes de la prueba.
- El mismo día de la prueba:
  - Firma hoja de consentimiento
  - Acudir a la cita en ayunas: mínimo 8 horas de ayuno
  - Si toma algún medicamento la podrá tomar con un pequeño sorbo de agua
  - Si es diabético deberá ajustar su medicación.
- Posterior a la prueba:
  - El paciente debe permanecer en observación unas 6 horas, esto depende del centro hospitalario
  - Se le solicita al paciente que se mantenga acostado del lado derecho durante 2 horas y posterior a eso que se mantenga en una cama en reposo.
  - No deberá levantar objetos pesados al menos 24 horas después de la biopsia.
  - Ingesta de alimentos sólidos y líquidos 6 horas posterior a la biopsia.
- ¿Cuándo se obtiene el resultado?
  - Generalmente unos días, el médico la comentará en la próxima cita agendada
- ¿Cómo saber si hay alguna complicación?
  - Si el paciente tiene mareo, dolor intenso, criodiaforesis se deberá llamar a su médico o enfermero encargado.

## Tipos de biopsia hepática[6]

### Biopsia hepática percutánea
Es el método más común, se realiza con anestesia general, una aguja hueca se inserta a través del abdomen para tomar la muestra del tejido. Los médicos generalmente se asisten con ultrasonido, TAC u otras técnicas imagenológicas. 

### Biopsia hepática transvesona
Este tipo de biopsia es utilizada cuando una persona coagula lentamente o cuando el paciente tiene mucha ascitis. En este procedimiento los pacientes se acuestan en decúbito supino en una mesa de rayos x donde se le aplicará anestesia local en un lado del cuello, si es necesario se puede tomar una vía periférica para aplicarle al paciente sedativos y analgésicos. Se realiza una pequeña incisión en el cuello donde un catéter es insertado por la vena yugular, el catéter continuo al trayecto hasta llegar a las venas hepáticas. El doctor a través de una aguja especial toma la biopsia intrahepática. Se pueden tomar múltiples muestras, posterior se saca el catéter y se cierra la incisión. 

### Biopsia hepática laparoscópica
Se utiliza esta técnica para tomar una muestra hepática de un segmento específico o de múltiples áreas donde hay riesgo de diseminar un carcinoma o si existe una infección. Se hacen múltiples incisiones pequeñas, a través de herramientas especiales (la importa es la videocámara que se inserta) introducidas por las incisiones permite visualizar el tejido y a través de las otras incisiones adyacentes se ingresan herramientas especiales para tomar tejido hepático.